# Inanga

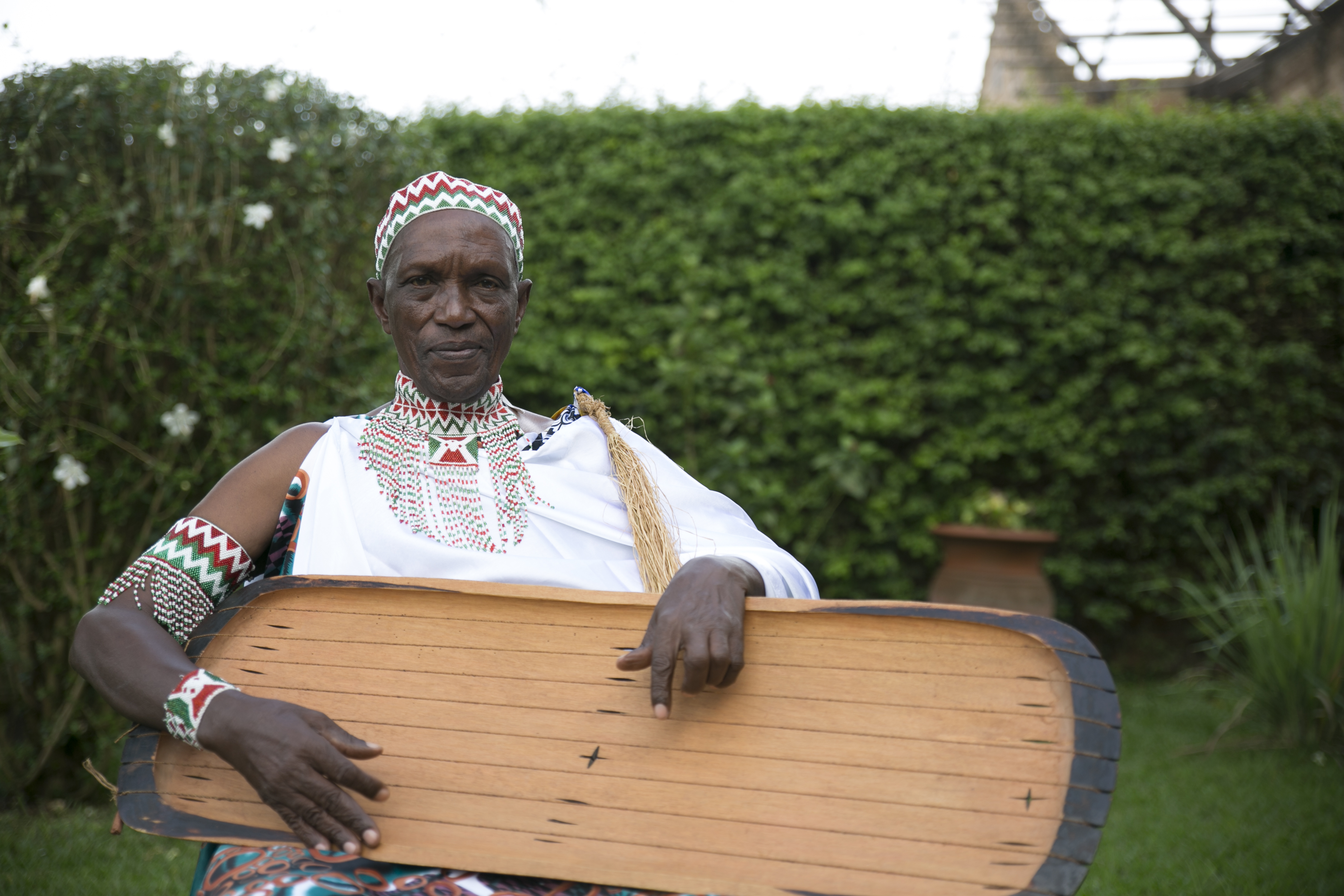
Professioneller inanga-Spieler und Sänger Joseph Torobeka aus Burundi

Inanga, auch enanga, ennanga, ikivuvu, indimbagazo, ist eine griffbrettlose Trogzither oder Schalenzither, deren Saiten über einen bootsförmigen Holzkorpus gespannt werden. Sie ist das bekannteste Musikinstrument von Burundi und ist auch in den umgebenden Gebieten – in Ruanda, in der Kivu-Region im Osten Kongos und im Süden des Victoriasees auf der Insel Ukerewe – verbreitet. Eine einzigartige musikalische Gattung heißt „geflüsterte inanga“: Der Musiker flüstert einen Text in einem Rhythmus, der dem sich wiederholenden melodischen Motiv der inanga entspricht. Für den Zuhörer ergänzen sich der geflüsterte Text und die gespielte Melodie zu einem einheitlichen Gesangsvortrag.

## Bauform
Bei einer Zither verlaufen die Saiten parallel zum Saitenträger und bei manchen über ein Griffbrett, bei einer Harfe gehen sie meist senkrecht davon ab. Eine Vorform von beiden Instrumenten, die vom Bauprinzip der inanga am nächsten kommt, ist das mittelalterliche europäische Psalterium. Die inanga gehört zu den Trog- oder Schalenzithern; ein Instrumententyp, der nur in der ostafrikanischen Region der Großen Seen vorkommt. Trogzithern besitzen wie die europäischen Kastenzithern einen Saitenträger, der zugleich als Resonanzkörper fungiert. Im Unterschied zu Brett- und Kastenzithern verlaufen die Saiten bei Trogzithern nicht über einen Steg. Einen leiseren Ton produzieren Brettzithern wie die sechssaitige kipango im Südwesten Tansanias. Die sieben bis 14-saitige Brettzither bangwe in Malawi wird daher zur Resonanzverstärkung beim Spielen in einen aufgeschnittenen Blechkanister oder eine Kalebassenschale gesteckt.
Der Korpus der inanga wird aus einem langrechteckigen Holzblock geschnitzt und in eine dünnwandige Bootsform gebracht. Die äußere Abmessung beträgt in der Länge 75 bis 115 Zentimeter und in der Breite 25 bis 30 Zentimeter. Die Öffnung der Schale ist durch breite, sich nach innen wölbende Ränder an den beiden Schmalseiten etwas geringer. Durch diese Schmalseiten sind in gleichen Abständen bis zu jeweils zwölf Löcher gebohrt. Eine einzelne Saite, die aus Darm oder Pflanzenfasern besteht, wird längs über das Instrument durch die Löcher gezogen und an den Enden an hölzernen Wirbeln verknotet, sodass sich mehrere parallel gespannte Saiten ergeben, die durch Einstellen der Spannung gestimmt werden können. Es gibt Trogzithern mit sechs und zwölf Saiten, am gebräuchlichsten sind acht Saiten. Inanga sind durch eingebrannte geometrische Motive an den Seiten und durch kreuzförmige Einschnitte in der Mitte des Bodens verziert. Traditionell werden inanga und andere Musikinstrumente von den Twa hergestellt.

## Verbreitung
Im Westen des Victoriasees sind im Gebiet der früheren Reiche Ankole und Buhaya mehrere ähnliche Schalenzithern bekannt, die nach der jeweiligen Ethnie enanga mpima (bei den Hima) oder enanga ziba (bei den Haya) genannt werden. Im Osten des Kongo heißt die achtsaitige Trogzither bei den Bashi am Kiwusee lulanga und bei den unmittelbar nördlich siedelnden Bahavu lunanga. In Tansania ist das Instrument auch in der Grundform des Wortes als nanga bekannt. Der bantusprachige Wortstamm -nanga, der ursprünglich wohl allgemein für „Saiteninstrument“ stand, bezeichnet im Zwischenseengebiet außer Schalenzithern auch Bogenharfen wie die achtsaitige ennanga der Baganda im Süden von Uganda.
Der Instrumententyp der gezupften Schalenzither ist nur in Ostafrika bekannt. Eine andere Form mit einer langen, schmalen Schale als Saitenträger ist die ligombo in Zentraltansania (zur Typologie der Schalenzithern siehe dort).

## Spielweise

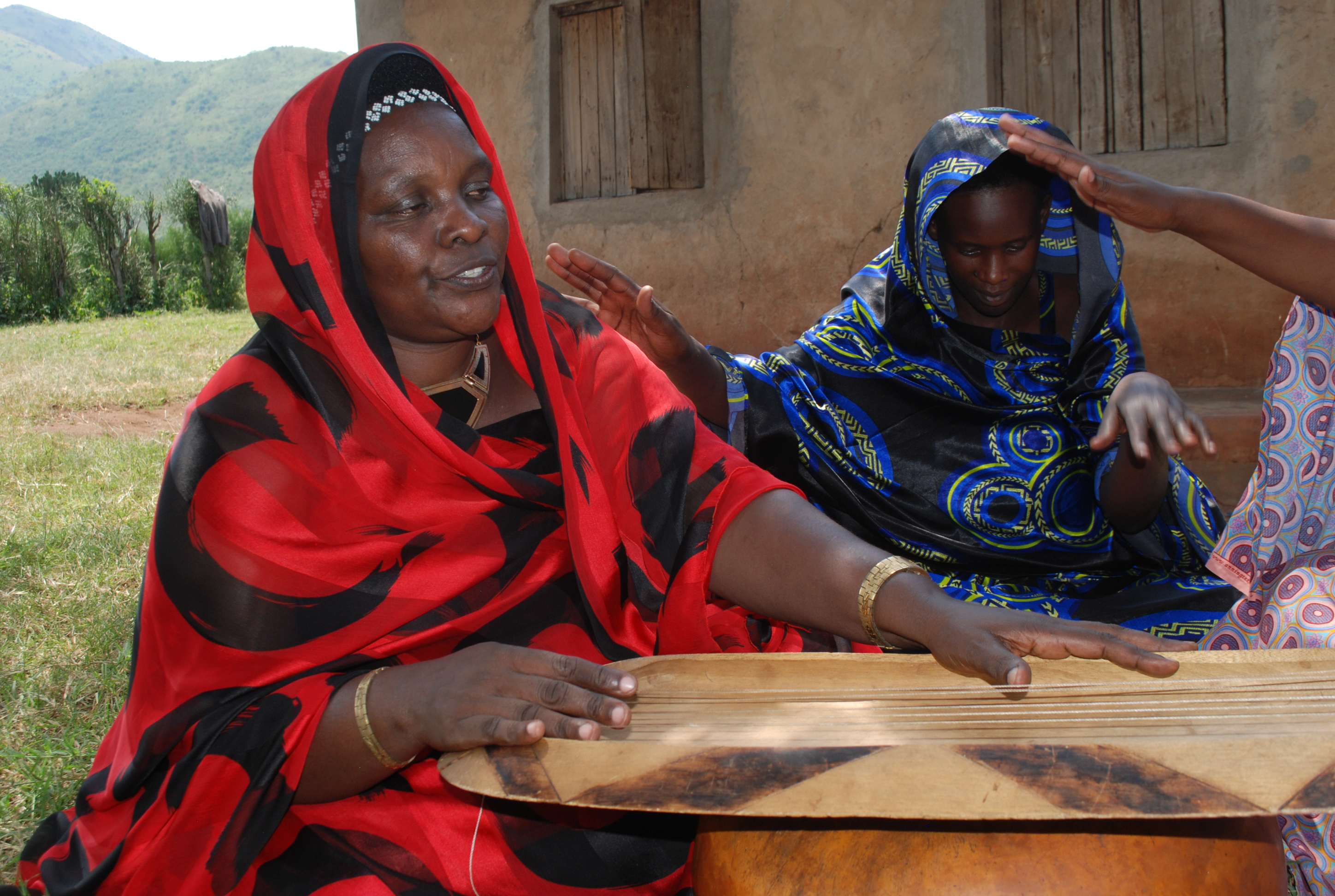
Eine Songora-Frau singt und spielt inanga in Westuganda.

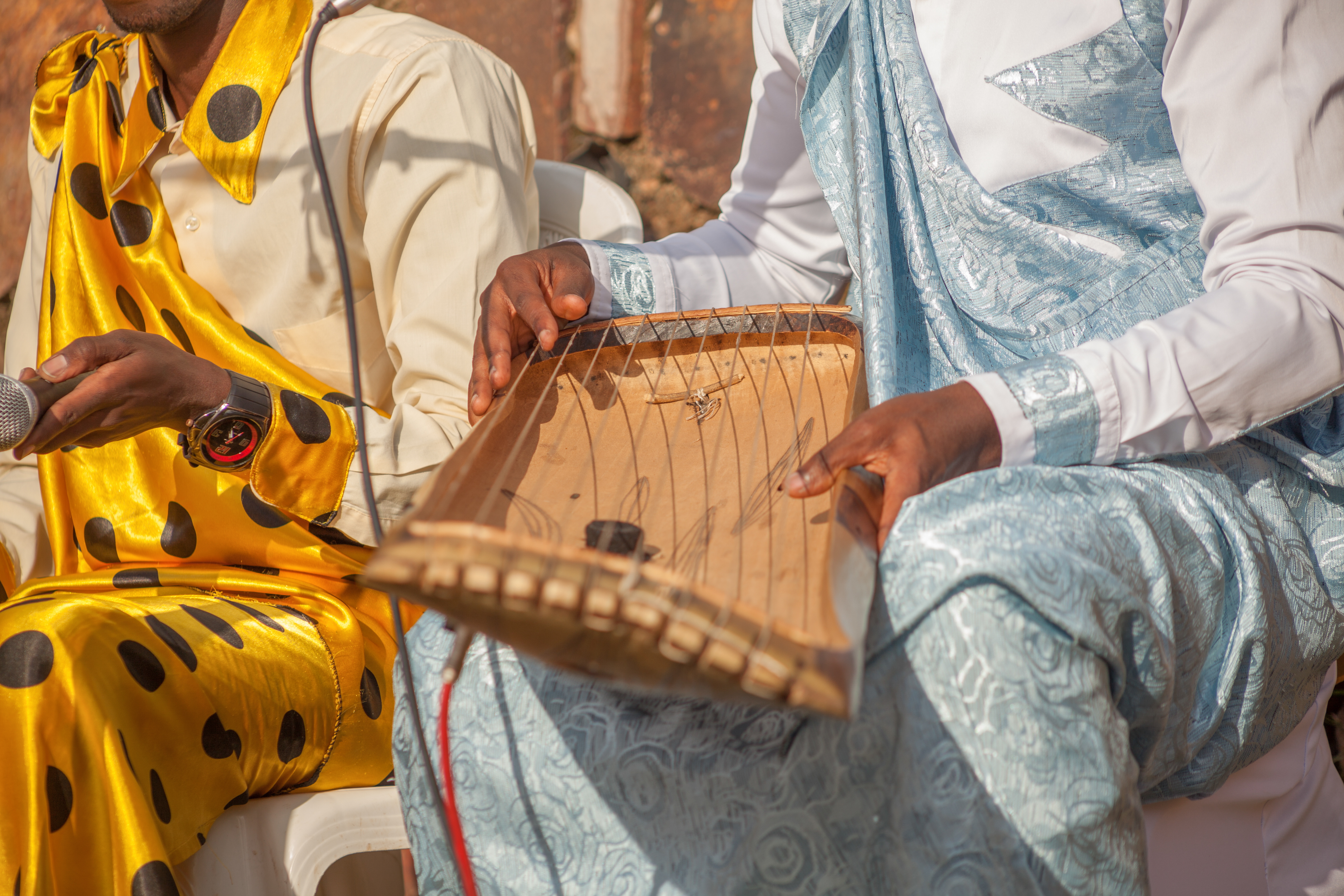
Eine inanga auf einer Hochzeitsfeier in Kigali, Ruanda

Beim Spielen ruht das Instrument mit einer Längskante am Boden und der dahinter sitzende Musiker hält es aufrecht oder legt es über seine Knie. Die Saiten werden mit den Fingerspitzen beider Hände gezupft. Eine Verkürzung der Saiten ist nicht üblich, somit wird nur ein Ton je Saite erzielt. Durch leichtes Berühren mit einem Finger der anderen Hand an entsprechenden Stellen lassen sich Obertöne erzeugen. Durch Trommeln mit den Fingernägeln auf den Korpus kann ein Rhythmus hinzugefügt werden.
Inanga werden fast ausschließlich von Männern als Begleitung von Liedern gespielt, die sie für sich allein oder zur Unterhaltung vor einem Publikum zum Vergnügen vortragen. Das Instrument kann von allen Bevölkerungsgruppen und Klassen gespielt werden, nur von Twa wird es selten verwendet. Im Orchester mit anderen Instrumenten wird die inanga nicht gespielt. Ihre Musik wurde ursprünglich am Königshof gepflegt.
Nur zusammen mit der inanga gibt es in Burundi die besondere musikalische Form der Flüsterlieder (englisch whispered inanga), bei der die Texte als eine akustische Angleichung an das Instrument sehr leise gesungen oder geflüstert werden. Das in Burundi gesprochene Kirundi und das Kinyarwanda von Ruanda sind Tonsprachen, in denen die Bedeutung eines Wortes von der Tonhöhe abhängt. In der Vokalmusik beider Länder kommt fast immer die sprachliche Tonhöhe in der Melodie zum Ausdruck, mit der ein Text gesungen wird. Dies gilt für a-cappella-Gesang und für instrumental begleitete Lieder. Beim Flüstern wird ohne eine hörbare Tonhöhe gesprochen, weshalb die für die Verständigung notwendigen tonalen Unterschiede fehlen und der Sänger nicht dem Melodieverlauf seines Musikinstruments folgen kann. Im Musikgenre „geflüsterte inanga“ liefert die inanga zur Flüsterstimme die Tonhöhenbewegungen des Textes, welche die Stimme nicht ausdrücken kann, und stellt sogar mit großer Präzision die Unterscheidung zwischen kurzen und langen Vokalen dar. Es ergibt sich auf der sprachlichen Bedeutungsebene ein enges Abhängigkeitsverhältnis von Stimme und Instrument. Für den vertrauten Zuhörer klingt es, als ob der Musiker zur Melodie der inanga „singt“, obwohl er tatsächlich keine Tonhöhen hervorbringt. Beim Zuhörer entsteht die Illusion einer in Tonhöhen vorgetragenen Sprache. Ohne dieses Wahrnehmungsphänomen würde der Sänger dem Eindruck der Zuhörer nach die Sprache falsch oder unverständlich sprechen. Das vom Zuhörer erkannte Resultat in Form eines melodieangereicherten Geflüsters basiert auf einem komplexen Wahrnehmungsmuster zweier Elemente, die in der bildhaften Darstellung wechselweise als Figur oder Hintergrund gesehen werden können. Die Töne der inanga stehen hierbei für die Figur, die mit ihrem Umriss in den Vordergrund getreten ist, während das eher diffuse Flüstern den Wahrnehmungshintergrund abgibt. Die so entstandene Illusion wird regelmäßig durch instrumentale Zwischenspiele unterbrochen, bei denen die inanga gänzlich anders wahrgenommen wird als mit Flüstern zusammen.
Die vorgetragenen Geschichten handeln von historischen Ereignissen, loben einen früheren Helden oder einen lebenden Wohltäter und sind häufig moralisierend. Ein gewisser König Yuhi III. Mazimpaka (regierte 1642–1675) wird als bedeutender Dichter und Komponist von Inanga-Liedern beschrieben, die das Entstehen des Tutsi-Reiches und seine eigenen Heldentaten zum Inhalt haben. Dieselben Themen tauchen auch in Liedern auf, die in Ruanda und Burundi von dem Lamellophon ikembe oder einem Musikbogen mit einer Kalebasse als Resonator (umuduri) begleitet, gesungen (nicht geflüstert) werden. Das zweite nationale Musikinstrument in Burundi ist neben der inanga die Trommel ngoma.

## Rituelle Bedeutung
Ebenso charakteristisch für die Region wie einige der Musikinstrumente ist der Glaube an machtvolle, in ihrer Eigenart nur hier vorkommende Geister, die in einem Ahnenkult verehrt werden. Die Geister verfügen über magische Fähigkeiten, mit denen die ungewöhnlichen Taten erklärt werden, die sie zu Lebzeiten begangen haben. Zu ihnen gehören Biheko, eine Prinzessin, die wundersamerweise die Ermordung ihrer gesamten Familie überlebte, ferner die legendäre Königin Nyabingi und Ryangombe. Letzterer ist ein Totengeist der Hutu, ein Krieger, der unter besonderen Umständen starb. Ein Büffel tötete ihn, indem er ihn mit seinem Horn gegen einen speziellen Baum warf. Durch einen traditionellen Vermittler (Mugirwa), der in Trance gerät und vom Geist besessen wird, können Bürger Fragen an den Geist stellen. Die inanga gilt dabei als ideales Instrument, um durch ihre Musik die Aufmerksamkeit des Geistes zu gewinnen.
Die Vorstellung, dass die inanga „spricht“ (inanga ivuga), machte sich der Burunder Pierre Bashahu zunutze, der 1947 einen Kult um ein Heilungsritual etablierte, bis der Kult 1962 verboten und rund 30 Mitglieder dieser Gruppe gehängt wurden. Die Anklage lautete auf Kannibalismus, rituelle Sexpraktiken und Einnahme giftiger Substanzen. Zu den Kultpraktiken ist wenig bekannt, sie werden als Besessenheitskult und ihre Anhänger als synkretistische Sekte eingeordnet. Der Kultgründer nahm sich 1955 das Leben. Zuvor wurde er Nangayivuza genannt. Das Wort ist aus inanga und yivuza, abgeleitet von kuvuza („das sich selbst zum Sprechen bringt“), zusammengesetzt. Die Kultmitglieder hießen abananga, „die Leute der inanga“. Bashahu war als inanga-Spieler berühmt und verwendete das Musikinstrument teilweise in seinen Heilungsritualen. Dabei spielte er auf der inanga eine Melodie und sprach – angeblich ließ er die inanga sprechen: „Sei geheilt, sei geheilt. Gott will es so.“ Nach seinem Tod soll die inanga weitergesprochen haben. Dieser Glaube hängt vermutlich mit einem Brauch zusammen, wonach dem Sterbenden von seinen Angehörigen ein besonders vertrauter Gegenstand in die Hand gegeben werden muss, der damit die Erlaubnis zum Sterben erhält. Bashaga gab man seine inanga in die Hand. Allgemein trägt die „sprechende inanga“ vermenschlichte Züge und beinhaltet eine magische Kraft wie ansonsten früher nur die verehrten Königstrommeln. Beim Namen Nangayivuza fürchten Schulkinder einen Kinderschreck, der sie fressen will. Musiker verbinden mit Nangayivuza die Idealvorstellung einer inanga, die so machtvoll ist, dass sie praktisch aus sich heraus Musik macht und spricht.